# Mohmadapur, Aurad
Mohmadapur là một làng thuộc tehsil Aurad, huyện Bidar, bang Karnataka, Ấn Độ.